# Nemorimyza posticata
Nemorimyza posticata är en tvåvingeart som först beskrevs av Johann Wilhelm Meigen 1830.  Nemorimyza posticata ingår i släktet Nemorimyza och familjen minerarflugor. Arten är reproducerande i Sverige. Inga underarter finns listade i Catalogue of Life.